# أنتوني بلو
أنتوني بلو (بالإنجليزية: Anthony Blue)‏ هو لاعب كرة القدم الكندية أمريكي، ولد في 1964 في إنغليووود في الولايات المتحدة.